# Carl Rudolf Florin
Pour les articles homonymes, voir Florin (homonymie).
Carl Rudolf Florin est un botaniste et paléontologue suédois né en 1894 et mort en 1965. Il est considéré comme l'un des pionniers dans l'étude des conifères fossiles. Il est notamment l'auteur d'une publication sur les conifères du Tertiaire au sud du Chili (1940). Il reçoit la médaille d’argent Darwin-Wallace en 1958. On lui doit la description de trois espèces végétales :
- Cymbella diluviana
- Calocedrus decurrens
- Staurodesmus crassus

## Liste partielle des publications
- On the geological history of the Sciadopitineae. Svensk Bot. Tidskr. 16 (2): 260-270 (1922).
- Die Koniferengattung Libocedrus Endl. in Ostasien. Svensk Bot. Tidskr. 24 (1): 117-131 (1930).
- Pilgerodendron, eine neue Koniferengattung aus Süd-Chile. Svensk Bot. Tidskr. 24 (1): 132-135 (1930).
- Untersuchungen zur Stammesgeschichte der Coniferales und Cordaitales. Erster Teil : Morphologie und Epidermisstruktur der Assimilationsorgane bei den rezenten Koniferen. Kongl. Svenska Vetenskapsakad. Handl. 10 (1) 1-588 (1931).
- Die Koniferen des Oberkarbons und des unteren Perms. Palaeontographica B 85: 1-729 (1938-1945).
- Evolution in Cordaites and Conifers. Acta Hort. Berg. 15 (2): 285-388 (1951).
- On Metasequoia, living and fossil. Bot. Not. 1 (105): 1-29 (1952).
- Nomenclatural notes on genera of living gymnosperms. Taxon 5 (8): 188-192 (1956).
- The distribution of Conifer and Taxad genera in Time and Space. Acta Hort. Berg. 20 (4): 121-312 (1963).
- The distribution of Conifer and Taxad genera in Time and Space ; additions and corrections. Acta Hort. Berg. 20 (6): 319-326 (1966).